# کولون نزولی
در آناتومی انسان و نخستی‌های همسان، کولون نزولی (به انگلیسی: Descending colon) یا پس‌رودهٔ پایین‌رو بخشی از روده بزرگ است که از خمش پس‌رودهٔ چپ تا سطح تهیگاهی (که در آن به کولون سیگموئید منتقل می‌شود) امتداد می‌یابد. کارکرد کولون نزولی در سیستم گوارشی این است که بقایای غذای هضم‌شده را که در راست‌روده تخلیه می‌شود، ذخیره می‌کند.
کولون نزولی در سمت چپ بدن قرار دارد (بدون هرگونه ناهنجاری). اصطلاح پس‌رودهٔ چپ در استفاده دقیق با کولون نزولی همراه است. بسیاری از اشاره‌های گاه‌گاه از پس‌رودهٔ چپ عمدتاً مربوط به کولون نزولی است.

## ساختار
کولون نزولی از خمش پس‌رودهٔ چپ امتداد می‌یابد: ۱۱۹۴ در بخش سمت چپ بالای شکم - بخش پایین از طریق هیپوکندری چپ و ناحیه کمری، در امتداد مرز خارجی کلیه چپ، که به سطح ستیغ تهیگاهی ختم می‌شود.
ستیغ تهیگاهی در بخش پایین سمت چپ شکم، از این پس به عنوان کولون سیگموئید ادامه می‌یابد

## اهمیت بالینی
چندین بیماری مرتبط با ستیغ تهیگاهی وجود دارد. از جمله شایع‌ترین بیماری‌های التهابی روده (مانند کولیت اولسراتیو یا بیماری کرون) و سرطان روده بزرگ است.